# En al-Asad
En al-Asad (hebr. עין אל-אסד; arab. عين الأس; ang. Ein al-Asad) – wieś położona w Samorządzie Regionu Merom ha-Galil, w Dystrykcie Północnym, w Izraelu.

## Położenie
Wieś jest położona na wysokości 562 metrów n.p.m. na granicy Dolnej Galilei i Górnej Galilei. Leży na stromych południowych zboczach masywu góry Meron, w północnej części Doliny Bet ha-Kerem. W jej otoczeniu znajduje się miasteczka Rama i Bet Dżan, moszaw Szefer, kibuce Parod i Moran, oraz wioska komunalna Kefar Chananja.

## Demografia
Zgodnie z danymi Izraelskiego Centrum Danych Statystycznych w 2010 roku w En al-Asad żyło 834 mieszkańców, wszyscy Druzowie.

## Historia
Wioska została założona na początku XX wieku przez Druzów, którzy przenieśli się tutaj z pobliskiej osady Bet Dżan, bądź z dzisiejszego Libanu lub Syrii. Podczas wojny domowej w Mandacie Palestyny w rejonie tym stacjonowały siły Arabskiej Armii Wyzwoleńczej. Podczas I wojny izraelsko-arabskiej w październiku 1948 Izraelczycy przeprowadzili operację Hiram. W dniu 30 października Ein el-Asad została zajęta przez izraelskich żołnierzy.

## Kultura i sport
W wiosce znajduje się ośrodek kultury i biblioteka. Z obiektów sportowych jest boisko do piłki nożnej.

## Edukacja
W wiosce jest przedszkole i szkoła podstawowa. Starsze dzieci są dowożone do szkół średnich w miejscowości Rama.

## Turystyka
Wioska stanowi dogodne miejsce do rozpoczęcia wędrówek po górach Górnej Galilei. Jest tutaj kilka pensjonatów i restauracji, które obsługują ruch turystyczny.

## Gospodarka
Lokalna gospodarka opiera się na rolnictwie i sadownictwie, głównie drzew oliwnych. Część mieszkańców pracuje w izraelskiej armii i policji.

## Komunikacja
Z wioski wyjeżdża się lokalną drogą w kierunku wschodnim, dojeżdżając do skrzyżowania z drogą nr 866. Jadąc nią w kierunku północno-wschodnim dojeżdża się do moszawów Szefer i Amirim, oraz kibucu Parod. Natomiast jadąc w kierunku południowo-zachodnim dojeżdża się do skrzyżowania z drogą nr 85.